# 開城青年競技場

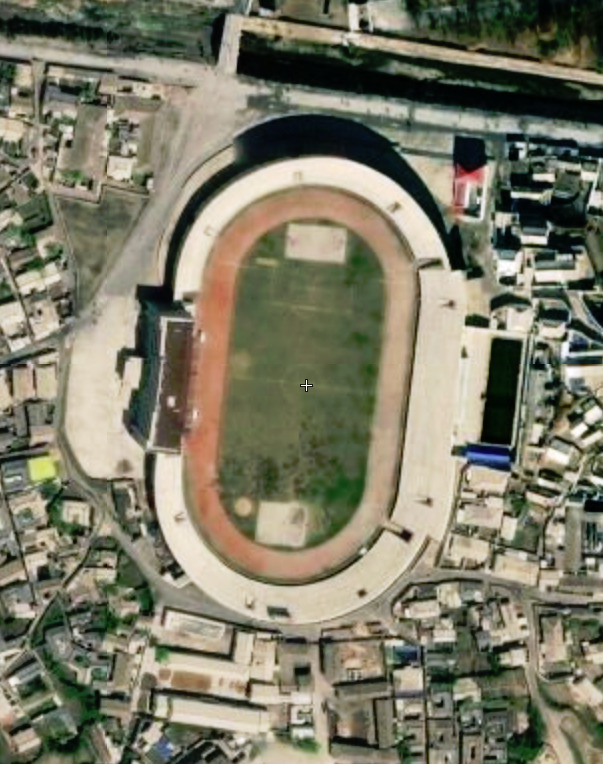
开城青年竞技场

開城青年競技場是朝鮮民主主義人民共和國開城市的一座體育場。主要用作足球比賽場地，是開城電力足球隊的比賽主場。場內可容納約12,000人。
開城青年競技場於2013年8月改建，增設了排球、乒乓球等運動場地和室外游泳池。